# Croton maculatus
Espèce
Classification APG III (2009)
Croton maculatus est une espèce de plantes à fleurs du genre Croton et de la famille Euphorbiaceae présente sur l'Île de Java.